# Oravice
Oravice (rumunsky Oravița) je město v Rumunsku, nacházející se v župě Karaš-Severin, v rumunské části Banátu (dříve součást Sedmihradska), jižně od města Rešice. Město má okolo 15 000 obyvatel. Je zde plně funkční zmenšená verze vídeňského divadla Burgtheater. V roce 1849 zde bylo postaveno první nádraží Rumunska a v srpnu roku 1854 tu byla dostavěna první železniční trať Rumunska, z Oravice do Baziaș, která měřila 62,5km. Po územním vyrovnání mezi Srbskem a Rumunskem však byla zrušena.
Dříve, když ještě byla Oravice součástí Jižního Uherska, zde žili ve velkém Rumuni, Němci a Maďaři, dnes už povětšinou pouze Rumuni.
Známé jsou také její německý (Orawitza) a maďarský (Oravicabánya) název.

## Etymologie
Současný český název Oravice byl vytvořen banátskými Čechy počeštěním rumunského názvu Oravița.
Jméno města je slovanského původu a původně znělo Orahovița (Orahovica, česky Ořechovice), poté se jméno zkomolilo na současné Oravița (Oravica). Dále vznikly další, většinou už zastaralé formy v jiných jazycích, jako Německá Oravice (německy Deutsch-Orawitz, maďarsky Németoravica) a Horská (Báňská) Oravice (německy Montan-Orawitz, rumunsky Oravița Montană, maďarsky Oravicabánya).